# Actia humeralis
Actia humeralis är en tvåvingeart som först beskrevs av Robineau-desvoidy 1851.  Actia humeralis ingår i släktet Actia och familjen parasitflugor.
Artens utbredningsområde är Frankrike. Inga underarter finns listade i Catalogue of Life.